# Mook en Middelaar
Mook en Middelaar este o comună în provincia Limburg, Țările de Jos. Comuna este numită după cele două localități principale: Mook și Middelaar.

## Localități componente
Middelaar, Molenhoek, Mook, Plasmolen.